# Pablo Busto
Pablo Busto González (Dos Hermanas, 15 de septiembre de 2005) es un futbolista español juega como lateral derecho en el Betis Deportivo de la Segunda Federación.

## Trayectoria
Busto se incorporó a la cantera del Real Betis en 2013, en categoría benjamín D y tras pasar por los distintos niveles en las que obtuvo el subcampeonato de la Copa de Campeones, desde 2022 juega con el Betis Deportivo. En verano de 2023, amplió su vinculación con el club verdiblanco hasta 2025.
Debutó con el Real Betis Balompié en la Liga el 13 de enero de 2024, en el estadio Benito Villamarín contra el Granada C.F. al suplir en el segundo tiempo a Aitor Ruibal.
Ha sido internacional con España en las categorías sub-18 y sub-19.